# Крупнейшие авиационные катастрофы субъектов Российской Федерации
Это список авиакатастроф, которые являются крупнейшими в субъектах Российской Федерации, на территории которых произошли. Указанные в списке катастрофы выбирались по наибольшему числу погибших, включая во всех участвовавших в происшествии воздушных судов (в случае столкновения) и погибших на земле. Если в субъекте Российской Федерации таких катастроф две и более, то указывается более ранняя.
С 18 марта 2014 года в состав Российской Федерации входит 85 субъектов.

## Список
| Субъект                    | Место                                 | ЧП  | Дата       | Изображение                                                    | ВС              | Оператор                                                | Описание | И      |
| -------------------------- | ------------------------------------- | --- | ---------- | -------------------------------------------------------------- | --------------- | ------------------------------------------------------- | --- | ------ |
| Адыгея                     | близ Майкопа                          | 3   | 12.12.1992 | Ан-2Р, аналогичный разбившемуся                                | Ан-2Р           | Югавиа                                                  | Остановка двигателя из-за истощения топлива, приведшая к падению на землю.                                  | [ 1 ]  |
| Алтай                      | близ Каракокши                        | 7   | 25.9.1992  | Ми-8МТВ-1, идентичный разбившемуся                             | Ми-8МТВ-1       | Сибавиа                                                 | При пролёте в шквальную погоду над горным районом из-за сильной турбулентности разрушился несущий винт      | [ 2 ]  |
| Алтайский край             | Вересковая гора, близ Алтайского      | 12  | 7.3.1975   | Ан-2 компании Аэрофлот                                         | Ан-2            | Аэрофлот (Барнаульский ОАО)                             | При полёте в СМУ врезался в гору                                                                            | [ 3 ]  |
| Амурская область           | Завитинский район                     | 37  | 24.08.1981 | Ан-24РВ компании Аэрофлот · Ту-16К советских ВВС               | Ан-24РВ Ту-16К  | Аэрофлот (Южно-Сахалинский ОАО) ВВС СССР (1АЭ 303 ТБАП) | Столкновение в воздухе                                                                                      | [ 4 ]  |
| Архангельская область      | Лешуконское                           | 44  | 24.12.1983 | Ан-24РВ компании Аэрофлот                                      | Ан-24РВ         | Аэрофлот (Архангельский ОАО)                            | Сваливание при уходе на второй круг                                                                         | [ 5 ]  |
| Астраханская область       | близ Ахтубинска                       | 8   | 8.7.1985   | Ан-26 советских ВВС                                            | Ан-26           | ВВС СССР (8 ГНИИ им. Чкалова)                           | Ошибочно сбит учебной ракетой                                                                               | [ 6 ]  |
| Башкортостан               | Абзелиловский район                   | 102 | 31.8.1972  | Ил-18В компании Аэрофлот                                       | Ил-18В          | Аэрофлот (Алма-Атинский ОАО)                            | Пожар на борту из-за возгорания багажа                                                                      | [ 7 ]  |
| Белгородская область       | Гарбузово                             | 6   | 5.3.2011   | Ан-148, идентичный разбившемуся                                | Ан-148          | ВАСО                                                    | Из-за превышения поступательной скорости разрушился от перегрузок                                           | [ 8 ]  |
| Брянская область           | Дубровский район                      | 8   | 21.12.1976 | Ан-22 советских ВВС                                            | Ан-22           | ВВС СССР (556 втап)                                     | При испытаниях вошёл в штопор и разрушился от перегрузок                                                    | [ 9 ]  |
| Бурятия                    | Святой Нос, Байкал                    | 48  | 14.6.1981  | Ил-14 компании Аэрофлот                                        | Ил-14М          | Аэрофлот (Улан-Удэнский ОАО)                            | При снижении врезался в гору                                                                                | [ 10 ] |
| Владимирская область       | Камешковский район                    | 4   | 29.7.1943  | Douglas A-20                                                   | A-20 Boston     | ВВС СССР (173 ап)                                       | Разрушился в воздухе при пролёте через грозу                                                                | [ 11 ] |
| Волгоградская область      | Питомник, Сталинград                  | 45  | 13.1.1943  | Разбившийся самолёт                                            | Ju 290V1        | Luftwaffe                                               | Сваливание при взлёте                                                                                       | [ 12 ] |
| Вологодская область        | Усть-Кубинский район                  | 16  | 4.1.1968   | Ан-2 компании Аэрофлот                                         | Ан-2            | Аэрофлот (Вологодский ОАО)                              | Столкновение в воздухе                                                                                      | [ 13 ] |
| Воронежская область        | близ Верхней Хавы                     | 111 | 6.3.1976   | Ил-18 компании Аэрофлот                                        | Ил-18Е          | Аэрофлот (1-й Ереванский ОАО)                           | Врезался в землю после отказа электропитания и приборов                                                     | [ 14 ] |
| Дагестан                   | гора Кукурт-Баш                       | 51  | 7.11.1991  | Як-40 компании Аэрофлот                                        | Як-40           | Аэрофлот-Югавиа (Элистинский ОАО)                       | Заходя на посадку врезался в гору                                                                           | [ 15 ] |
| Еврейская АО               | гора Поктой                           | 27  | 18.12.1957 | Ил-12 компании Аэрофлот                                        | Ил-12           | Аэрофлот (134 АТО)                                      | Упал с эшелона из-за отказа руля направления                                                                | [ 16 ] |
| Забайкальский край         | 97 км западнее Читы                   | 81  | 18.5.1973  | Разбившийся самолёт                                            | Ту-104А         | Аэрофлот (Иркутский ОАО)                                | Взорван террористом                                                                                         | [ 17 ] |
| Ивановская область         | Лебяжий Луг                           | 84  | 27.8.1992  | Ту-134А компании Аэрофлот                                      | Ту-134А         | Аэрофлот (Ивановское АП)                                | При посадке врезался в землю до полосы                                                                      | [ 18 ] |
| Ингушетия                  | Джейрахский район                     | 12  | 20.7.2002  | Ми-8                                                           | Ми-8            | Пограничная служба ФСБ РФ                               | В условиях плохой видимости (туман) врезался в склон горы.                                                  | [ 19 ] |
| Иркутская область          | близ Бурдаковки                       | 145 | 4.7.2001   | Ту-154М компании Владивосток Авиа                              | Ту-154М         | Владивосток Авиа                                        | Сваливание при заходе на посадку                                                                            | [ 20 ] |
| Кабардино-Балкария         | близ Нальчика                         | 13  | 24.2.1994  | Ан-12БП, схожий с разбившимся                                  | Ан-12БП         | Пулково                                                 | Из-за обледенения при заходе на посадку врезался в землю                                                    | [ 21 ] |
| Калининградская область    | Светлогорск                           | 35  | 16.3.1972  | Ан-24Т советских ВВС                                           | Ан-24Т          | ВМФ СССР (263 отап)                                     | При полёте на малой высоте врезался в деревья и упал на детский сад                                         | [ 22 ] |
| Калмыкия                   | близ Элисты                           | 3   | 16.8.1964  | Ан-2 компании Аэрофлот                                         | Ан-2            | Аэрофлот (Элистинская ОАЭ)                              | Пожар в двигателе и потеря управления                                                                       | [ 23 ] |
| Калужская область          | Юхновский район                       | 120 | 23.6.1969  | Ан-12БП советских ВВС · Ил-14 компании Аэрофлот                | Ан-12БП Ил-14М  | ВВС СССР (600 втап) Аэрофлот (Симферопольский ОАО)      | Столкновение в воздухе                                                                                      | [ 24 ] |
| Камчатский край            | гора Ааг                              | 37  | 26.10.1989 | Ан-26 советских ВВС                                            | Ан-26           | РВСН СССР (84 осап)                                     | При снижении к аэродрому врезался в гору                                                                    | [ 25 ] |
| Карачаево-Черкесия         | близ Черкесска                        | 50  | 18.3.1997  | Ан-24РВ, идентичный разбившемуся                               | Ан-24РВ         | Ставропольская акционерная авиакомпания                 | Разрушился в воздухе из-за коррозии фюзеляжа                                                                | [ 26 ] |
| Карелия                    | Бесовец                               | 47  | 20.6.2011  | Разбившийся самолёт (в период работы в а/к Татарстан)          | Ту-134А-3       | РусЭйр                                                  | При посадке врезался в деревья и строения                                                                   | [ 27 ] |
| Кемеровская область        | Междуреченский район                  | 75  | 23.3.1994  | Разбившийся самолёт                                            | Airbus A310-304 | Аэрофлот (Российские авиалинии)                         | За штурвалом сидел ребёнок, который ввёл самолёт в штопор                                                   | [ 28 ] |
| Кировская область          | Арбажский район                       | 7   | 7.9.1973   | Ли-2                                                           | Ли-2            | Воронежский авиационный завод                           | Попал в грозу, после чего упал на землю                                                                     | [ 29 ] |
| Коми                       | Копса, Сысольский район               | 54  | 2.7.1986   | Ту-134А компании Аэрофлот                                      | Ту-134АК        | Аэрофлот (Сыктывкарский ОАО)                            | Вынужденная посадка на лес из-за пожара на борту                                                            | [ 30 ] |
| Костромская область        | близ Гридино                          | 10  | 4.12.1984  | Л-410М компании Аэрофлот                                       | Л-410М          | Аэрофлот (Костромской ОАО)                              | Упал после взлёта из-за дезориентации экипажа                                                               | [ 31 ] |
| Краснодарский край         | Чёрное море, близ Сочи                | 113 | 3.5.2006   | Разбившийся самолёт                                            | A320-211        | Armavia                                                 | При заходе на посадку врезался в воду                                                                       | [ 32 ] |
| Красноярский край          | близ Емельяново                       | 110 | 23.12.1984 | Ту-154Б-2 компании Аэрофлот                                    | Ту-154Б-2       | Аэрофлот (1-й Красноярский ОАО)                         | Пожар на борту из-за отказа левого двигателя                                                                | [ 33 ] |
| Крым                       | Сиваш                                 | 26  | 23.10.1978 | Ан-24Б компании Аэрофлот                                       | Ан-24Б          | Аэрофлот (Ставропольский ОАО)                           | Отказ двигателей из-за обледенения                                                                          | [ 34 ] |
| Курганская область         |                                       | 3   | .9.1949    | По-2                                                           | По-2Л           | Аэрофлот (238-й авиаотряд ГВФ)                          | Самолёт санитарной авиации врезался в водонапорную башню в районе ж/д аварии                                | [ 35 ] |
| Курская область            | Обоянский район                       | 8   | 20.8.1949  | Ил-12 компании Аэрофлот                                        | Ил-12           | Аэрофлот (18 тао)                                       | При пролёте грозы потерял высоту и упал на поле                                                             | [ 36 ] |
| Ленинградская область      | Скворицы                              | 31  | 5.10.1952  | C-47 (прототип ТС-62)                                          | Ил-12 ТС-62     | 67 АТО Сыктывкарская АГ                                 | Столкновение в воздухе                                                                                      | [ 37 ] |
| Липецкая область           | Трубетчинский район                   | 6   | 17.2.1943  | Ли-2 советских ВВС                                             | Ли-2            | ВВС СССР (2 адон)                                       | Подробности неизвестны                                                                                      | [ 38 ] |
| Магаданская область        | близ Магадана                         | 24  | 9.6.1958   | Ил-12 компании Аэрофлот                                        | Ил-12           | Аэрофлот (198 ао)                                       | Заходя на посадку в облаках врезался в сопку                                                                | [ 39 ] |
| Марий Эл                   | у пос. Юрино Юринского района         | 3   | 26.9.1960  | Гидроплан «Цикада», аналогичный разбившемуся                   | Aero-145        | Аэрофлот (Приволжское ТУ ГВФ)                           | Отказ свечей зажигания в одном из цилиндров                                                                 | [ 40 ] |
| Мордовия                   | Чамзинка                              | 5   | 10.5.1965  | Ан-2 компании Аэрофлот                                         | Ан-2            | Аэрофлот (Саранский ОАО)                                | Был угнан пьяной компанией. Во время полётов врезался в столб                                               | [ 41 ] |
| Москва                     | Санино                                | 62  | 3.1.1976   |                                                                | Ту-124В         | Аэрофлот (1-й Минский ОАО)                              | Из-за сбоя авиагоризонтов после взлёта упал на деревню                                                      | [ 42 ] |
| Московская область         | Нерское озеро                         | 174 | 13.10.1972 | Ил-62 компании Аэрофлот                                        | Ил-62           | Аэрофлот (217 ЛО)                                       | Заходя на посадку перешёл в снижение и врезался в землю                                                     | [ 43 ] |
| Мурманская область         | Кипъявр (Килп-Явр), близ а/п Килпъявр | 32  | 10.11.1965 | Ту-124В компании Аэрофлот                                      | Ту-124В         | Аэрофлот (Ленинградский ОАО)                            | Заходя на посадку врезался в лёд озера                                                                      | [ 44 ] |
| Ненецкий АО                | близ Амдермы                          | 40  | 3.9.1979   | Ан-24Б компании Аэрофлот                                       | Ан-24Б          | Аэрофлот (Архангельский ОАО)                            | Заходя на посадку врезался в сопку                                                                          | [ 45 ] |
| Нижегородская область      | близ Горького                         | 20  | 24.5.1962  | Ли-2 компании Аэрофлот                                         | Ли-2            | Аэрофлот (61 ао)                                        | Упал при взлёте из-за отказа левого двигателя                                                               | [ 46 ] |
| Новгородская область       | Новгород                              | 11  | 22.10.1975 | Як-40, идентичный разбившемуся                                 | Як-40           | Аэрофлот (Рижский ОАО)                                  | Заходя на посадку врезался в жилой дом                                                                      | [ 47 ] |
| Новосибирская область      | Тогучинский район                     | 45  | 1.4.1970   | Ан-24Б компании Аэрофлот                                       | Ан-24Б          | Аэрофлот (Толмачевский ОАО)                             | В полёте столкнулся с шаром-радиозондом                                                                     | [ 48 ] |
| Омская область             | Омск-Центральный                      | 178 | 11.10.1984 | Ту-154Б-1 компании Аэрофлот                                    | Ту-154Б-1       | Аэрофлот (Толмачевский ОАО)                             | При посадке столкнулся с аэродромными машинами                                                              | [ 49 ] |
| Оренбургская область       | близ Бугуруслана                      | 5   | 9.9.1948   | Ил-12 компании Аэрофлот                                        | Ил-12           | Аэрофлот (ШВЛП ГВФ)                                     | В учебном полёте из-за ошибки пилота врезался в землю                                                       | [ 50 ] |
| Орловская область          | Колпнянский район                     | 22  | 14.1.1946  | Ли-2 компании Аэрофлот                                         | Ли-2            | Аэрофлот (23 тао)                                       | Обледенение, приведшее к разрушению самолёта                                                                | [ 51 ] |
| Пензенская область         | близ Пензы                            | 5   | 30.10.1960 | Ил-14 компании Аэрофлот                                        | Ил-14П          | Аэрофлот (171 ао)                                       | Из-за обледенения упал после взлёта                                                                         | [ 52 ] |
| Пермский край              | Пермь                                 | 88  | 14.9.2008  | Разбившийся самолёт                                            | Boeing 737-505  | Аэрофлот-Норд                                           | Из-за дезориентации экипажа перевернулся и врезался в землю                                                 | [ 53 ] |
| Приморский край            | близ Тернея                           | 10  | 18.3.1975  | Ан-2 компании Аэрофлот                                         | Ан-2            | Аэрофлот (Владивостокский ОАО)                          | Упал при взлёте из-за нарушений загрузки                                                                    | [ 54 ] |
| Псковская область          | близ Пскова                           | 14  | 3.6.1969   | Ан-12 советских ВВС                                            | Ан-12АП         | ВВС СССР (334 втап)                                     | Столкновение в воздухе                                                                                      | [ 55 ] |
| Ростовская область         | Ростов-на-Дону                        | 62  | 19.03.2016 | Разбившийся самолёт                                            | Boeing 737-8KN  | Flydubai                                                | Упал при уходе на второй круг из-за ошибок экипажа                                                          | [ 56 ] |
| Рязанская область          | близ Рязани                           | 5   | 11.7.1974  | Ан-26 советских ВВС                                            | Ан-26           | МО СССР                                                 | Ошибочно были отключены оба двигателя, после чего самолёт упал в реку                                       | [ 57 ] |
| Самарская область          | Курумоч                               | 70  | 20.10.1986 | Ту-134А компании Аэрофлот                                      | Ту-134А         | Аэрофлот (Грозненский ОАО)                              | Грубая посадка из-за спора между пилотами                                                                   | [ 58 ] |
| Санкт-Петербург            | Шушары                                | 109 | 27.4.1974  | Разбившийся самолёт                                            | Ил-18В          | Аэрофлот (1-й Ленинградский ОАО)                        | Пожар и разрушение двигателя при взлёте                                                                     | [ 59 ] |
| Саратовская область        | близ Саратова                         | 57  | 1.12.1971  | Ан-24Б компании Аэрофлот                                       | Ан-24Б          | Аэрофлот (Саратовский ОАО)                              | Сваливание при посадке из-за обледенения                                                                    | [ 60 ] |
| Сахалинская область        | Холмский район                        | 87  | 2.9.1964   | Ил-18В компании Аэрофлот                                       | Ил-18В          | Аэрофлот (1-й Красноярский ОАО)                         | При заходе на посадку врезался в гору                                                                       | [ 61 ] |
| Свердловская область       | близ Кольцова                         | 108 | 30.9.1973  | Ту-104Б компании Аэрофлот                                      | Ту-104Б         | Аэрофлот (Хабаровский ОАО)                              | Упал после взлёта из-за отказа приборов                                                                     | [ 62 ] |
| Севастополь                | Севастополь                           | 2   | 11.4.1911  | Blériot XI                                                     | Blériot XI      | Частный собственник                                     | Самолет столкнулся с каменной стеной. Пилот и его брат погибли.                                             | [ 63 ] |
| Северная Осетия            | Гурам, близ Сугана и Лабоды           | 7   | 2.4.1946   | Ли-2 компании Аэрофлот, по конструкции идентичный Douglas C-47 | Douglas C-47    | Аэрофлот (2-й авиаполк)                                 | После спрямления маршрута врезался в гору                                                                   | [ 64 ] |
| Смоленская область         | Смоленск                              | 96  | 10.4.2010  | Разбившийся самолёт                                            | Ту-154М         | Воздушные силы Польши (36-й СТАП)                       | При заходе на посадку врезался в деревья                                                                    | [ 65 ] |
| Ставропольский край        | близ Минеральных Вод                  | 77  | 15.2.1977  | Ил-18В компании Аэрофлот                                       | Ил-18В          | Аэрофлот (Ташкентский ОАО)                              | Сваливание при уходе на второй круг                                                                         | [ 66 ] |
| Тамбовская область         | Кирсановский район                    | 63  | 29.8.1979  |                                                                | Ту-124В         | Аэрофлот (Казанский ОАО)                                | Разрушился в воздухе после случайного выпуска закрылков                                                     | [ 67 ] |
| Татарстан                  | Пестричинский район                   | 67  | 4.4.1963   | Ил-18В компании Аэрофлот                                       | Ил-18В          | Аэрофлот (126 ао)                                       | Упал с эшелона из-за сбоя в работе двигателя                                                                | [ 68 ] |
| Тверская область           | близ Твери                            | 33  | 11.11.1992 | Ан-22А российских ВВС                                          | Ан-22А          | ВВС России (8 втап)                                     | Упал после взлёта из-за перегруза                                                                           | [ 69 ] |
| Томская область            | Александровский район, река Обь       | 7   | 11.6.2011  | Разбившийся самолёт                                            | Ан-24РВ         | Ангара                                                  | Вынужденное приводнение из-за пожара двигателя                                                              | [ 70 ] |
| Тульская область           | близ Бучалок                          | 44  | 24.8.2004  | Разбившийся самолёт (в период работы в а/к Когалымавиа)        | Ту-134А-3       | Волга-Авиаэкспресс                                      | Взорван террористкой-смертницей                                                                             | [ 71 ] |
| Тыва                       | близ Хову-Аксы                        | 14  | 26.8.1969  | Ан-2 компании Аэрофлот                                         | Ан-2            | Аэрофлот (Тувинский ОАО)                                | При полёте в СМУ врезался в гору                                                                            | [ 72 ] |
| Тюменская область          | близ Тюмени                           | 33  | 2.4.2012   | Разбившийся самолёт                                            | ATR-72-201      | UTair                                                   | Упал после взлёта из-за обледенения                                                                         | [ 73 ] |
| Удмуртия                   | близ Грахова                          | 4   | 2.11.1958  | Ли-2 компании Аэрофлот                                         | Ли-2            | Аэрофлот (89 ОАО)                                       | Взрыв груза из-за нарушений правил перевозки                                                                | [ 74 ] |
| Ульяновская область        | близ Баратаевки                       | 17  | 26.12.1960 | Ил-18А компании Аэрофлот                                       | Ил-18А          | Аэрофлот (ШВЛП ГВФ)                                     | При заходе на посадку упал из-за обледенения                                                                | [ 75 ] |
| Хабаровский край           | Бо-Джауса, Сихотэ-Алинь               | 98  | 7.12.1995  | Разбившийся самолёт                                            | Ту-154Б-1       | Хабаровский ОАО                                         | Из-за несимметричного расхода топлива возник крен, после чего лайнер вошёл в штопор                         | [ 76 ] |
| Хакасия                    | близ Абакана                          | 23  | 27.11.1996 | Ил-76МД российских ВВС                                         | Ил-76МД         | ВВС России (117 втап)                                   | Из-за перегруза после взлёта не успел набрать высоту и врезался в сопку                                     | [ 77 ] |
| Ханты-Мансийский АО — Югра | Ханты-Мансийск                        | 43  | 20.3.1965  | Ан-24 компании Аэрофлот                                        | Ан-24           | Аэрофлот (1-й Свердловский ОАО)                         | Приземлился до полосы и врезался в снежную насыпь                                                           | [ 78 ] |
| Челябинская область        | Кизильский район                      | 14  | 22.9.1971  | Ан-2 компании Аэрофлот                                         | Ан-2            | Аэрофлот (Магнитогорский ОАО)                           | Упал при взлёте из-за смещения центровки                                                                    | [ 79 ] |
| Чечня                      | Ханкала                               | 127 | 19.8.2002  | Ми-26 российских ВВС                                           | Ми-26           | ВВС России                                              | Подбит боевиками из ПЗРК и совершил аварийную посадку на минное поле                                        | [ 80 ] |
| Чувашия                    | Вурнарский район                      | 80  | 17.10.1958 | Ту-104А компании Аэрофлот                                      | Ту-104А         | Аэрофлот (200 аорс)                                     | На эшелоне попал в восходящий воздушный поток, а затем вошёл в штопор                                       | [ 81 ] |
| Чукотский АО               | гора Думка, близ Залива Креста        | 22  | 1.9.1969   | Ил-14 компании Аэрофлот                                        | Ил-14П          | Аэрофлот (Анадырский ОАО)                               | Из-за нарушений в работе привода аэропорта и ошибки экипажа при заходе на посадку в облаках врезался в гору | [ 82 ] |
| Якутия                     | Олёкминский район                     | 45  | 6.1.1968   | Ан-24Б компании Аэрофлот                                       | Ан-24Б          | Аэрофлот (Якутский ОАО)                                 | По неустановленным причинам перешёл в крутое снижение и разрушился от перегрузок                            | [ 83 ] |
| Ямало-Ненецкий АО          | Нэтэм-Пэ                              | 20  | 7.3.1948   | Ли-2 компании Аэрофлот                                         | Ли-2            | Аэрофлот (МАГОН)                                        | При полёте по маршруту врезался в гору                                                                      | [ 84 ] |
| Ярославская область        | близ Туношны                          | 44  | 7.9.2011   | Разбившийся самолёт                                            | Як-42Д          | Як Сервис                                               | При взлёте врезался в антенну курсового радиомаяка, упал на землю, а затем рухнул в реку                    | [ 85 ] |

### Комментарии
1. ↑  В некоторых источниках местом катастрофы указывается Челябинская область, так как она произошла у границы Башкирской АССР и Челябинской области, а ближайшим городом был Магнитогорск